# Cadet Kelly - Una ribelle in uniforme
Cadet Kelly - Una ribelle in uniforme (Cadet Kelly) è un film per la televisione del 2002 con Hilary Duff. La première è stata vista da 7,8 milioni di spettatori. È stato il secondo film ne quale la Duff ha interpretato il personaggio principale, ed è anche il secondo film prodotto per Disney Channel girato in Canada.

## Trama
L'anticonformista adolescente Kelly Collins lascia Manhattan per seguire la madre e il suo nuovo marito, il generale Joe Maxwell, presso un'accademia militare, la George Washington Military Academy (di cui è il direttore), che Kelly si trova a frequentare. All'inizio la vita non è facile: le rigide regole dell'accademia rendono la vita difficile a Kelly (che comunque fa amicizia con Carla e Gloria), e in più si aggiunge il Capitano cadetto Jennifer Stone, coetanea di Kelly molto rigida e dura, soprattutto nei suoi confronti; in più Jennifer ha una cotta per il cadetto maggiore Brad Rigby, di cui anche Kelly s'innamora.
Dopo varie situazioni spiacevoli Kelly decide di mollare, ma quando sua madre le dice di essere incinta la ragazza decide di rimanere per non doversi separare la famiglia. Quando Jennifer strappa la coperta di Kelly, lei si vendica dipingendole i capelli mentre dorme: per punizione, il patrigno la manda a pulire l'equipaggiamento del Gruppo Scelto. Mentre svolge il lavoro, Kelly ne rimane affascinata e decide di partecipare all'audizione per i nuovi ammessi, venendo scelta con la squadra comandata da Brad; chiede a Jennifer di lavorare insieme, e lei accetta. Adam, il padre di Kelly, la sorprende dicendole ha trovato lavoro nelle vicinanze, e che quindi potrà assistere alle regionali alla sua esibizione. Tuttavia, il giorno delle finali non si presenta e Kelly inizia a preoccuparsi; Joe nota il malumore della ragazza e lei gli dice che ha ricevuto una telefonata del padre, improvvisamente interrotta: Kelly è preoccupata perché il padre chiama solo in casi di emergenza assoluta. I due si allontanano e trovano Adam caduto da una scogliera; Kelly mette in pratica l'allenamento dell'accademia, scala la scogliera e rimane accanto a lui, mentre il patrigno chiama i soccorsi per riportarli indietro. Dopo che il patrigno l'abbraccia anziché semplicemente salutarla, Kelly si rende conto che Joe è diventato più paterno, così dice a entrambi i suoi padri di sentirsi orgogliosa di essere loro figlia.
Tornata alla competizione, Kelly scopre che la sua squadra è sotto di cinque punti: l'unica possibilità che hanno di vincere è fare un'esibizione sulla quale Kelly ha lavorato insieme a Jennifer; l'esibizione permette alla loro squadra di recuperare molte posizioni, arrivando seconda. Kelly le promette che vinceranno il prossimo anno se loro due continueranno a praticare l'esercizio, ma Jennifer risponde che andrà in Europa perché suo padre, che è nell'esercito, è stato recentemente trasferito lì; Jennifer si mostra comunque orgogliosa dei risultati ottenuti e la loda, cambiando definitivamente atteggiamento verso di lei. Joe si congratula con il Gruppo Scelto, e Kelly risponde con un sorriso.

## Produzione
Le riprese principali per le scene nella scuola sono state fatte presso la Robert Land Academy, una vera scuola militare in Canada. Ci sono state anche alcune scene che sono state girate nel St. Andrew College, una scuola privata e a Loretto Abbey scuola secondaria cattolica, anche in Ontario, Canada. Hilary Duff è diventata un Cadetto sergente onorario della scuola durante la produzione. Il consigliere militare per il film, il tenente William T. Bates, ha portato gli attori in un "campo di addestramento", per insegnargli i test e le prove con il fucile. La scena finale è stata girata alla Canadian Forces Fort York Armoury a Toronto, Ontario.

## Home video
Il DVD del film è stato commercializzato dal 2005.